# Aki Kaurismäki
Aki Kaurismäki (Orimattila, 4 d'abril de 1957) és un director, guionista, muntador, actor i productor de cinema finlandès, germà de Mika Kaurismäki. També se l'associa amb els Leningrad Cowboys, ja que ha dirigit diverses pel·lícules i curtmetratges protagonitzats per ells.

## Estil
El cineasta és un humanista compromès amb les persones desprotegides de la nostra societat, com els refugiats, els sense sostre o els aturats. El seu estil és auster a l'hora de plasmar les emocions, i, en canvi, és marcat en l'ús dels colors i l'espai. Tant en la pantalla (Toivon tuolla puolen) com en les seves declaracions a la premsa, Kaurismäki s'ha convertit en els darrers anys en un analista de l'actualitat social i política; en una entrevista de 2018 va afirmar que "el poder és en mans del capital, que està conduït per idiotes".
En la mateixa entrevista, va declarar que de jove es va fixar en el surrealisme de Luis Buñuel i en la nouvelle vague, tot i que ell mateix afirma que amb el temps es va tornar més seriós. No obstant això, considera que es va equivocar i que la vida humana s'ha de transmetre amb l'humor: "sense humor, els espectadors i jo mateix marxem de la sala". Alguns dels seus referents són Yasujirō Ozu, Charles Chaplin, Robert Bresson, Luis Buñuel, Buster Keaton i Raoul Walsh.

## Filmografia com a director
- 1981: Saimaa-ilmiö
- 1983: Rikos ja rangaistus
- 1985: Calamari Union
- 1986: Rocky VI
- 1986: Ombres al paradís (Varjoja paratiisissa, Shadows in Paradise)
- 1987: Thru the Wire
- 1987: Rich Little Bitch
- 1987: Hamlet liikemaailmassa (Hamlet Goes Business)
- 1988: Ariel
- 1989: Leningrad Cowboys Go America
- 1990: Tulitikkutehtaan tyttö (The Match Factory Girl)
- 1990: I Hired a Contract Killer
- 1992: Those Were the Days
- 1992: These Boots
- 1992: La Vie de bohème (The Bohemian Life)
- 1994: Pidä huivista kiinni, Tatjana (Take Care of Your Scarf, Tatiana)
- 1994: Leningrad Cowboys Meet Moses
- 1994: Total Balalaika Show
- 1996: Välittäjä (Employment Agent)
- 1996: Kauas pilvet karkaavat (The Drifting Clouds)
- 1999: Juha
- 2002: Mies vailla menneisyyttä (The Man Without a Past)
- 2002: Ten Minutes Older: The Trumpet (segment "Dogs Have No Hell")
- 2004: Visions of Europe (segment "Bico")
- 2006: Laitakaupungin valot (Lights in the Dusk)
- 2007: Chacun son cinéma ou Ce petit coup au coeur quand la lumière s'éteint et que le film commence (segment "La Fonderie")
- 2011: Le Havre
- 2013: Juice Leskinen & Grand Slam: Bluesia Pieksämäen asemalla (curtmetratge)
- 2017: Toivon tuolla puolen
- 2023: Kuolleet lehdet

## Principals guardons

### Premis
- Festival Internacional de Cinema de Berlín:
  - 1990 - Interfilm Award i Menció honoralbe (OCIC) per Tulitikkutehtaan tyttö
  - 1992 - Premi FIPRESCI per La Vie de bohème
  - 1999 - Menció honorable (C.I.C.A.E.) per Juha
- Festival Internacional de Cinema de Canes:
  - 1996 - Menció especial per Kauas pilvet karkaavat
  - 2002 - Gran premi del Jurat per Mies vailla menneisyyttä[2]
- Festival Internacional de Cinema de Sant Sebastià: 2002 - FIPRESCI per Mies vailla menneisyyttä
- 2018: Medalla d'Or del Círculo de Bellas Artes[1]

### Nominacions
- Festival Internacional de Cinema de Canes:
  - 1996 - Palma d'Or per Kauas pilvet karkaavat
  - 2002 - Palma d'Or per Mies vailla menneisyyttä
  - 2006 - Palma d'Or per Laitakaupungin valot
- Premis César: 2006 - Millor pel·lícula de la Unió Europea per Mies vailla menneisyyttä